# 军犬

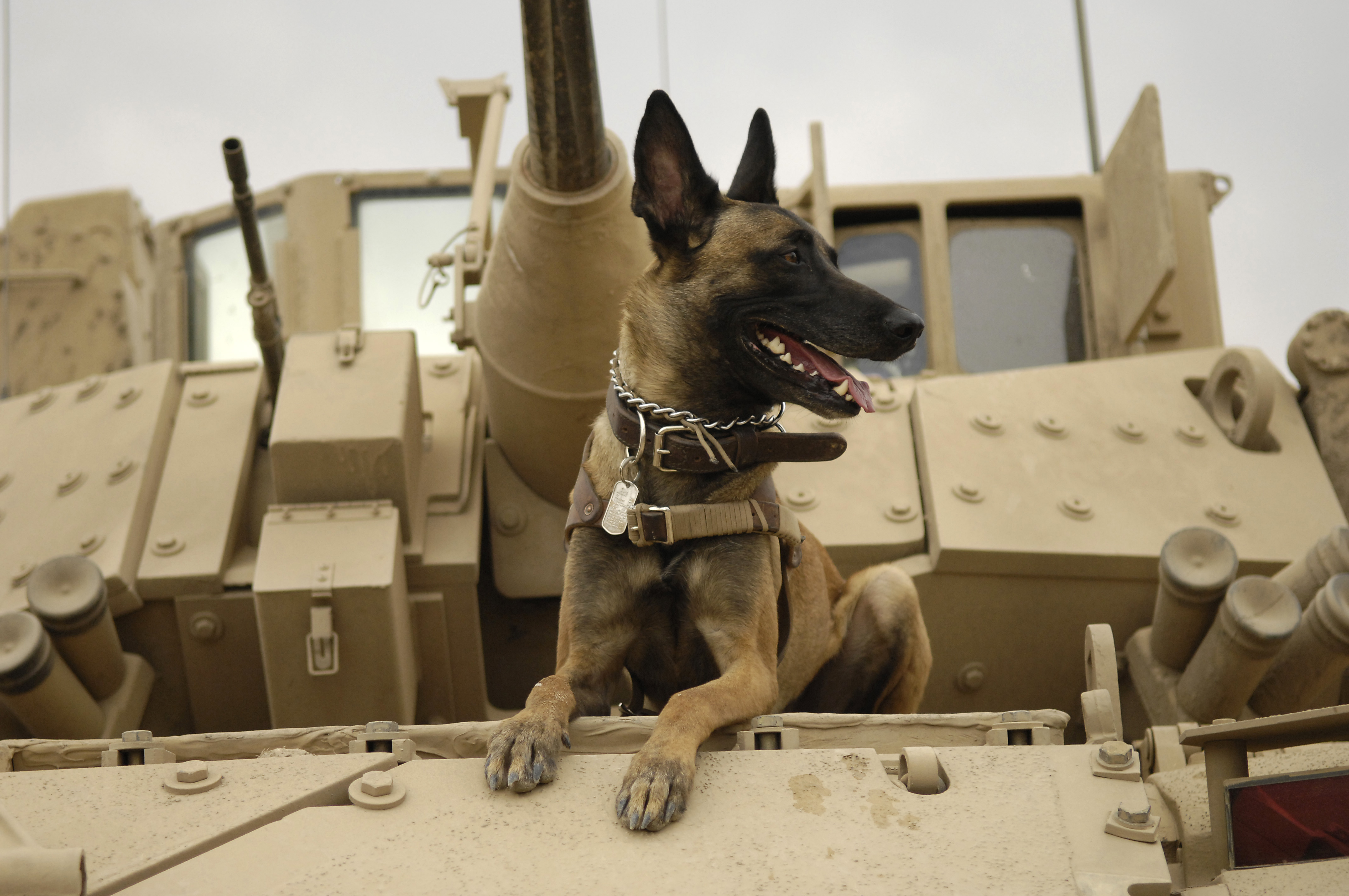
美国空军的比利時牧羊犬与一辆M2A3布雷德利在伊拉克执行任务，2007年2月13日

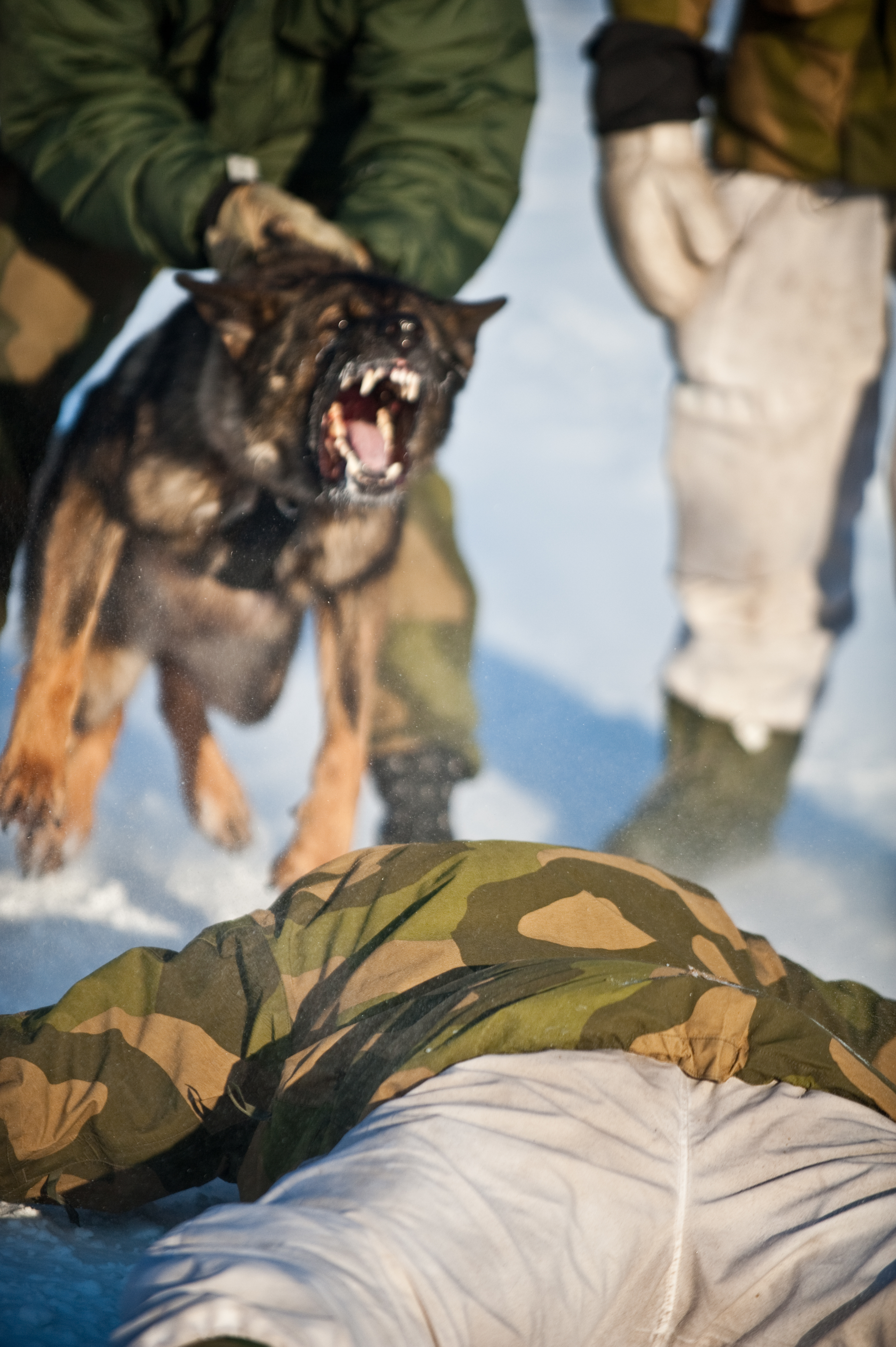
挪威军队的一只军犬

军犬是用于军事用途的工作犬，在军事行动中承担追踪、鉴别、警戒、看守、巡逻、搜捕等任务。古希臘人和古羅馬人最早將狗運用於戰爭，有些在現代軍事用途中繼續存在。